# عفرین
'عَفرینٔ (به کردی: Efrîn یا Afrîn) از شهرهای کردنشین استان حلب در منطقه عفرین سوریه است. اکنون توسط کشور ترکیه اشغال شده و کنترل آن را بر عهده دارد. جمعیت کل منطقه تا سال ۲۰۰۵ ۱۷۲،۰۹۵ تن ثبت شده‌است که از این تعداد ۳۶،۵۶۲ تن در خود شهر عفرین زندگی می کردند. جمعیت این منطقه پس از مهاجرت اجباری داخلی به ۷۵۶،۷۰۰ تن افزایش یافته است، در حالی که جمعیت این شهر تا سال ۲۰۲۰ برابر با ۱۶۳،۳۰۰ تن است.
وسعت آن ۲٫۰۳۳ کیلومتر مربع است و در اطراف شهر عفرین، حدود ۴۶۰٬۰۰۰ نفر در ۷ منطقه ساکن هستند. اکثریت جمعیت شهر عفرین را کردها تشکیل می‌دهند. اکثر مردم این منطقه مسلمان سُنّیِ شافعی مذهب هستند، به‌استثنای چند روستا که مسلمان شیعه، علوی، حنفی، ایزدی، ارمنی و مسیحی هستند.
در جریان عملیات ارتش ترکیه در عفرین، واحدهای یگان‌های مدافع خلق (YPG) و واحدهای یگان‌های مدافع زنان از عفرین در ۱۷ مارس ۲۰۱۸ عقب‌نشینی کردند و ارتش آزاد سوریه و نیروهای مسلح ترکیه در ۱۸ مارس ۲۰۱۸ شهر را اشغال کردند. حدود ۵۰٬۰۰۰ تا ۷۰٬۰۰۰ نفر بعد از اشغال عفرین در شهر باقی مانده‌اند.

## جغرافیای طبیعی و انسانی
این شهر در کوه‌پایه جای گرفته‌است و رود عفرین از کنارش می‌گذرد. بلندترین کوه این منطقه کوه هواره است که بلندی آن از سطح دریا ۱۲۰۰ متر است.

## صنعت و بازرگانی و گردشگری
صنعت‌های مرتبط با پرورش زیتون، مانند استخراج روغن زیتون و ساخت صابون زیتون در این شهر رونق دارد.

## جنگ داخلی سوریه

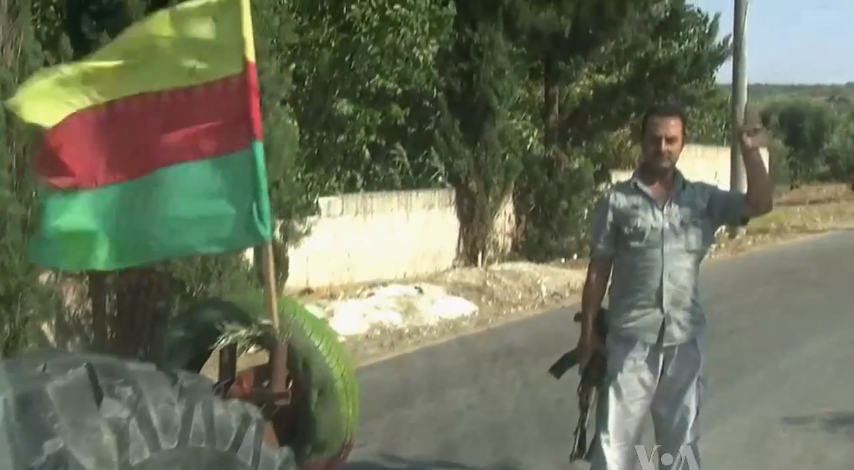
یک ایست بازرسی PYD در عفرین (عکس اوت ۲۰۱۲)

در جریان جنگ داخلی سوریه، نیروهای دولتی سوریه در تابستان ۲۰۱۲ از شهر عفرین عقب‌نشینی کردند. پس از آن، یگان‌های مدافع خلق (YPG) کنترل شهر را به دست گرفتند.
کانتون عفرین در ۲۹ ژانویه ۲۰۱۴ شهر را به عنوان مرکز اداری معرفی کرد. مجلس هیفی ابراهیم را انتخاب کرد که بعداً رمزی شیخموس و عبدالحمید مصطفی را به‌عنوان نمایندگان منصوب کرد..

### حمله نظامی ترکیه
نیروی هوایی ترکیه در ۲۰ ژانویه ۲۰۱۸ بیش از ۱۰۰ هدف را در عفرین بمباران کرد. در ۲۸ ژانویه ۲۰۱۸ اداره کل آثار باستانی سوریه و دیدبان حقوق بشر سوریه گزارش دادند که گلوله‌باران ترکیه به‌طور جدی به معبد قدیمی عین دره در عفرین آسیب رسانده‌است. بعداً دولت سوریه خواستار فشار بین‌المللی بر ترکیه برای جلوگیری از هدف قرار دادن مکان‌های باستانی و فرهنگی شد. در ۲۰ فوریه ۲۰۱۸، کاروان ارتش سوریه متشکل از ۵۰ وسیله نقلیه از طریق گذرگاه مرزی زیارت وارد عفرین شده و در مناطق مختلف مستقر شده بود. پنج خودرو نیز به مرکز شهر رسیدند.

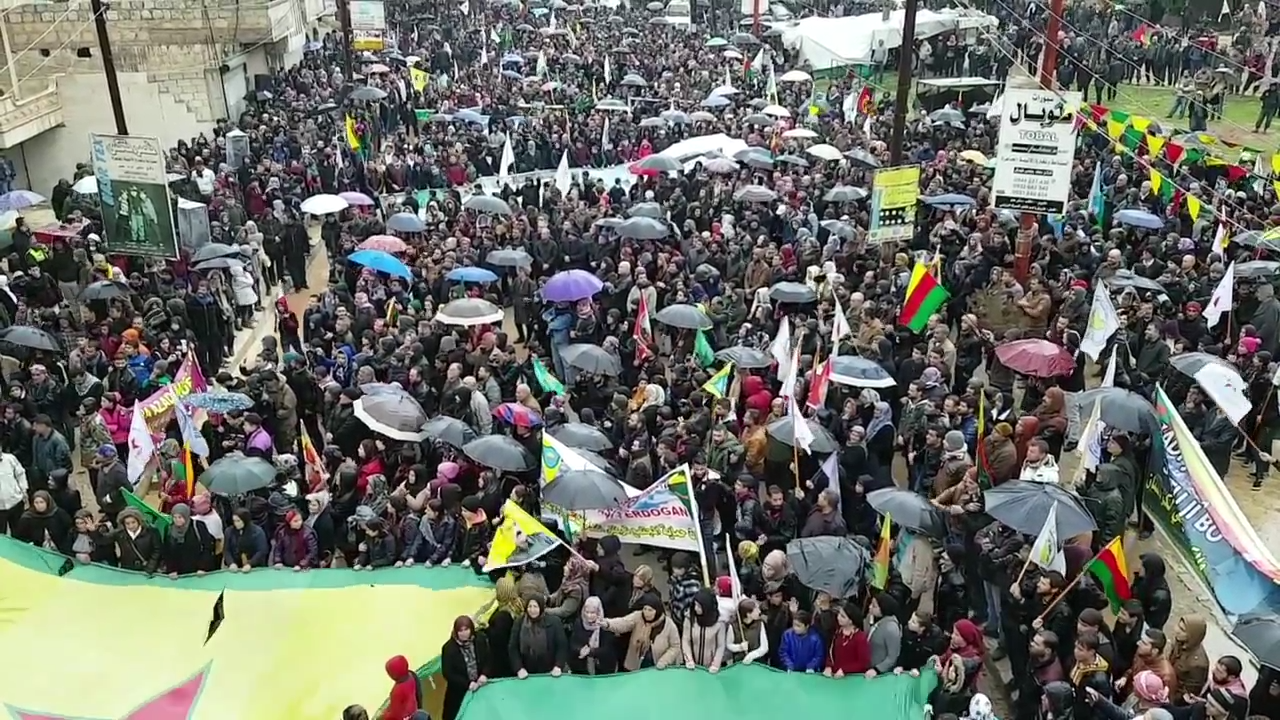
تظاهرات در عفرین در حمایت از کردها علیه حمله ترکیه، ۱۹ ژانویه ۲۰۱۸

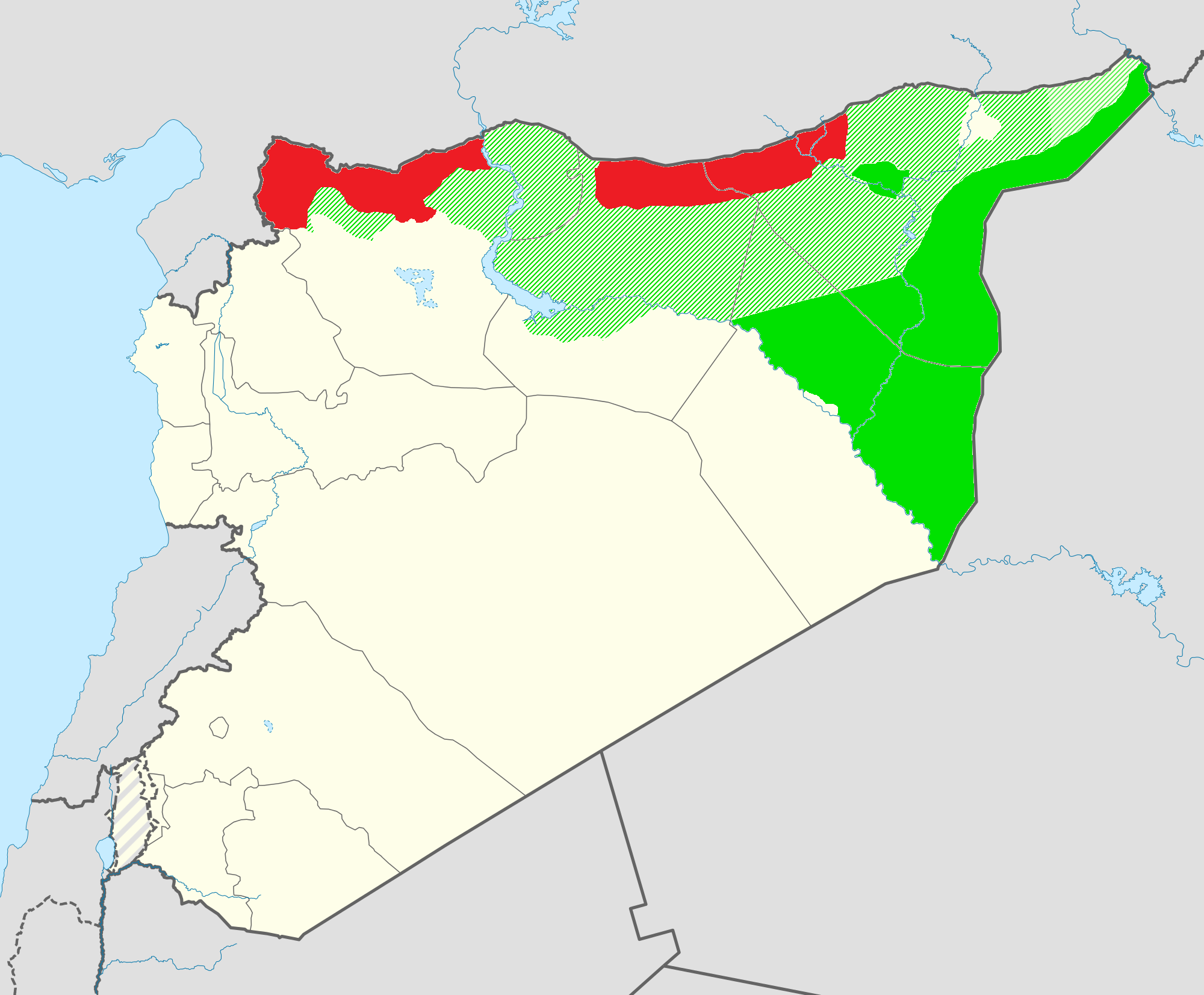
نیروهای دموکراتیک سوریه (رنگ سبز) و نیروهای ترکیه (رنگ قرمز) در اکتبر ۲۰۱۹

در ۱۸ مارس ۲۰۱۸، در ۵۸مین روز عملیات ارتش ترکیه در عفرین، ارتش آزاد سوریه و نیروهای مسلح ترکیه عفرین را اشغال کردند و مرتکب قتل عام بسیاری از مردم غیرنظامی کرد شدند. کمی پس از اشغال شهر، جنگجویان ارتش آزاد سوریه (تحت حمایت ترکیه) بخش‌هایی از شهر را غارت کردند و بسیاری از نمادهای کردها از جمله مجسمه کاوه آهنگر را تخریب کردند؛ چرا که نیروهای ارتش ترکیه با بالا بردن پرچم ترکیه در سرتاسر شهر کنترل بر عفرین را اعلام کردند.
در ۱۲ مارس ۲۰۱۸، روزنامه انگلیسی مستقل ایندیپندنت فیلمی را منتشر کرد که در آن مبارزان تحت حمایت ترکیه در زمان حمله ترکیه به عفرین در شمال سوریه، مردم کرد را به قتل‌عام تهدید می‌کنند، مگر اینکه کردها به ایدئولوژی اسلام‌گرایانهٔ داعش و القاعده پایبند باشند. رامی عبدالرحمان، مدیر دیدبان حقوق بشر سوریه، صحت این ویدیو را تأیید کرد و گفت که «توجه بین‌المللی کاملاً بر غوطه شرقی متمرکز است و هیچ‌کس در مورد کشتار کردها و دیگر اقلیت‌ها در عفرین صحبت نمی‌کند.»
در ۱۴ مارس ۲۰۱۸، ردور خلیل، مقام ارشد نیروهای دموکراتیک سوریه، ترکیه را به اسکان خانواده‌های عرب و ترکمن در روستاهای تصرف شده توسط ارتش ترکیه متهم کرد.
طبق گزارش رسانه‌های دولتی ترکیه در ۱۲ آوریل ۲۰۱۸، یک شورای موقت تحت حمایت ترکیه در عفرین که متشکل از ۲۰ نفر، ۱۱ کرد، هشت عرب و یک ترکمن بود انتخاب شد. این شورا توسط یک کرد به نام زهیر حیدر اداره می‌شود که در مصاحبه با خبرگزاری آناتولی از ترکیه تشکر کرده و قول داده‌است که به شهروندان محلی خدمت کند. در ۹ نوامبر ۲۰۱۸، روحسار پکن، وزیر بازرگانی ترکیه، از افتتاح یک دروازه مرزی با نام «شاخه زیتون» خبر داد. شاخه زیتون نام عملیات حمله ترکیه به عفرین بود.

### در زمان دولت تحت رهبری ترکیه
پس از اشغال عفرین توسط نیروهای مورد حمایت ترکیه، این شهز تحت کنترل دولت ترکیه قرار گرفت.
در ژوئن ۲۰۱۸، سازمان ملل متحد گزارشی منتشر کرد که حاکی از آن است که وضعیت امنیتی منطقه تحت کنترل شورشیان مورد حمایت ترکیه همچنان ناپایدار است. کمیساریای عالی حقوق بشر سازمان ملل متحد گزارش‌هایی از بی‌قانونی و جرایم شایع مانند دزدی، آزار و اذیت، رفتار بی‌رحمانه و سوءاستفاده دیگر و قتل‌های انجام‌شده توسط چندین گروه مسلح تحت حمایت ترکیه به ویژه توسط سلطان مراد و حمزه را دریافت کرده بود. کمیساریای عالی حقوق بشر سازمان ملل متحد همچنین اظهار داشت که شهروندان، به ویژه کردهای عفرین، هدف تبعیض از سوی مبارزان تحت حمایت ترکیه قرار دارند.
در ۲ اوت ۲۰۱۸، سازمان عفو بین‌الملل گزارش داد که نیروهای ترکیه به گروه‌های مسلح سوریه اجازه می‌دهند تا به نقض حقوق بشر علیه شهروندان در شمال شهر عفرین دست بزنند. تحقیقات نشان داده بودند که مبارزان تحت حمایت ترکیه درگیر بازداشت‌های خودسرانه، شکنجه، جابجایی اجباری، ناپدید شدن اجباری، مصادره اموال و غارت بوده‌اند.
در ۲۸ آوریل ۲۰۲۰، در جریان یک بمب‌گذاری در عفرین ۴۰ نفر از جمله ۱۱ کودک کشته شدند. هیچ گروهی مسئولیت حمله را بر عهده نگرفت. اما ترکیه، یگان‌های مدافع خلق (YPG) را مسئول این حمله دانست. براساس گزارش دیدبان حقوق بشر سوریه، حداقل شش تن از مبارزان سوری تحت حمایت ترکیه در این انفجار کشته شده‌اند و احتمال افزایش تعداد کشته شدگان در این انفجار وجود داشت. براساس گزارش الجزیره، حداقل ۴۷ تن زخمی شده‌اند. فرماندار استان ختای در نزدیکی مرز ترکیه اظهار داشت که گمان می‌رود این انفجار با تقلب یک تانکر سوخت با نارنجک دستی ایجاد شده‌است. فعالان سوری فاش کردند که بسیاری از مردم در کنار کسانی که در خودروهای خود گرفتار شده بودند در نتیجه این انفجار کشته شده‌اند.